# Branko Vujović
Branko Vujović, född 20 april 1998 i Nikšić, är en montenegrinsk handbollsspelare (högernia), som spelar för TSV Hannover-Burgdorf och Montenegros landslag.